# 児島虎次郎
児島 虎次郎（こじま とらじろう、1881年（明治14年）4月3日 – 1929年（昭和4年）3月8日）は、日本の洋画家。

## 経歴

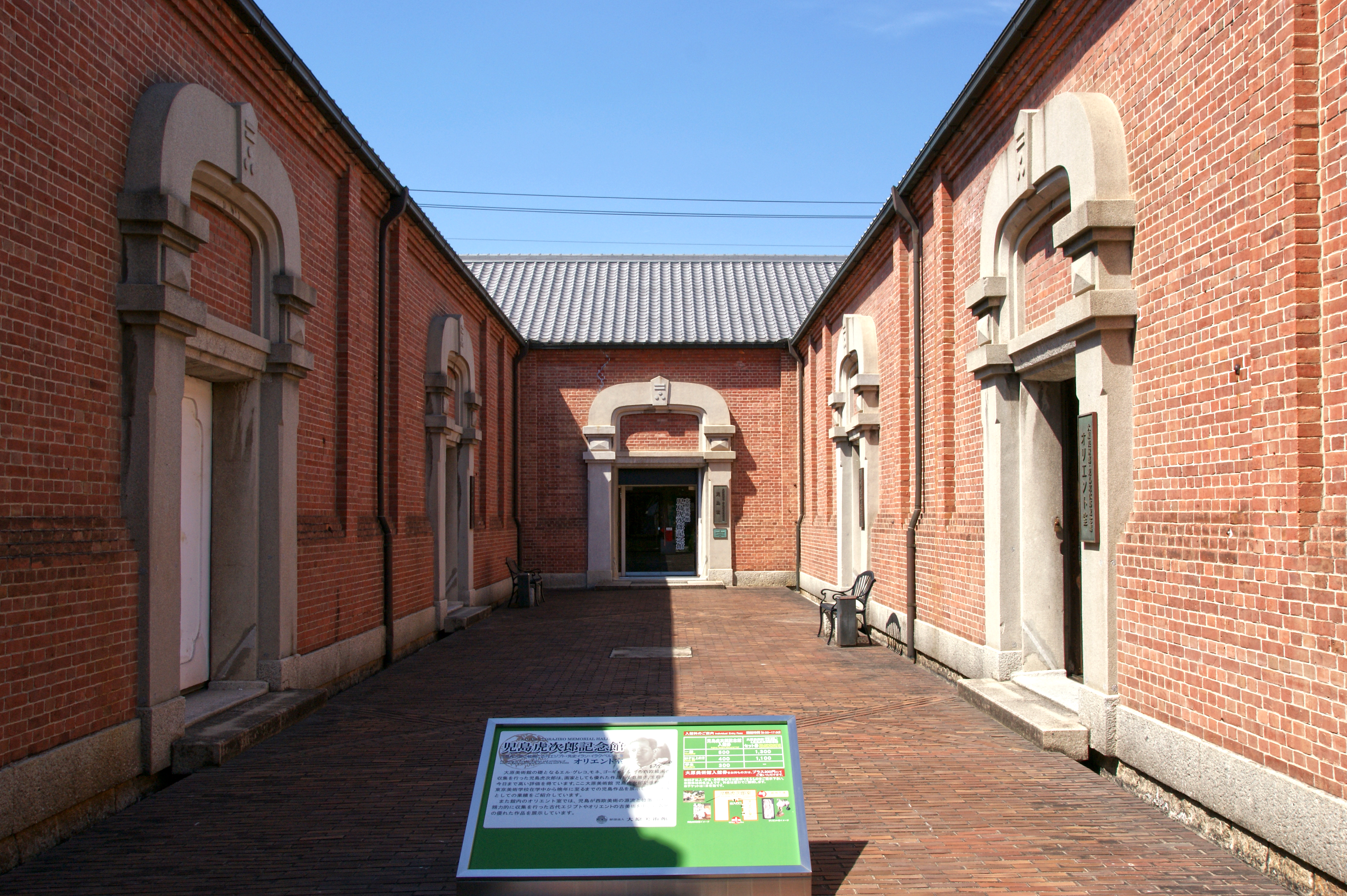
児島虎次郎記念館（2017年閉館）

### 生い立ち
岡山県川上郡下原村（現在の高梁市成羽町下原）に児島弥吉と雪の次男として生まれる。生家は｢橋本屋｣と称して旅館・仕出し業を営んでいた。1901年（明治34年）絵画を学ぶため東京に出る。1902年（明治35年）東京美術学校（現在の東京芸術大学）西洋画科選科に入学。黒田清輝、藤島武二らに師事した。倉敷の実業家大原家の奨学生となる。のち、大原家当主となった1歳年上の大原孫三郎とは生涯親交を持ち、経済的援助を受け続けた。1904年（明治37年）2年飛び級で卒業。

### 画家として
1907年（明治40年）東京府主催の勧業博覧会美術展に「なさけの庭」を出品、1等賞を受賞して宮内省買い上げとなる。1908年（明治41年）大原家の支援を受けてヨーロッパに留学。1909年（明治42年）ベルギーのゲント美術アカデミーに入学。1912年（明治45年）には同校を首席で卒業し、大正元年となった同年11月に帰国。1913年（大正2年）石井十次の長女・友子と結婚。その後、絵画制作の傍ら中国・朝鮮を旅行。また、孫三郎の依頼を受け絵画買い付けのため数度ヨーロッパに渡り、モネ、エル・グレコ、ゴーギャン、ロダンなどの作品を購入した。この収集品が後の大原美術館建設の礎となった。
1924年（大正13年）明治神宮奉賛会より明治天皇を讃える壁画の作成を依頼された。しかし壁画制作による過度の疲労の為、この作品を完成させることなく、1929年（昭和4年）に死去した。享年47。なお、この壁画は友人の吉田苞により1934年（昭和9年）に完成し、明治神宮聖徳記念絵画館に所蔵されている。

### 児島記念館の設立
1972年から2017年まで、倉敷紡績記念館（現倉敷アイビースクエア）内に、大原美術館別館として「児島虎次郎記念館」が開設されていた。大原美術館では、倉敷市本町の旧中国銀行倉敷本町出張所建物に児島の作品や児島のコレクションの古代エジプトや西アジアの美術品を展示する新児島館（仮称）を開館する予定だった。当初は2022年4月開館予定だったが、コロナ禍で経営が悪化し資金不足となり、展示室は整備されているが展示ケースなどの調達ができていない状態だった。その後、2022年10月から11月にかけて暫定会館が行われ、のちにグランドオープンは2024年度末を予定していると発表された。
2025年4月3日に開館した。

## 主な作品

吉田苞『対露宣戦布告御前会議』

- 西洋婦人像(制作年不詳、油彩・カンヴァス、114.5×89.0 額寸133.0×107.7cm、東京芸術大学大学美術館蔵)
- 支倉常長像(制作年不詳、油彩・カンヴァス、81.8×66.7cm、東京芸術大学大学美術館蔵)
- 静物(草花)(制作年不詳、油彩・カンヴァス、神奈川県立近代美術館蔵)
- 漁夫(1905年、油彩・カンヴァス、96.0×129.0cm、東京芸術大学大学美術館蔵)
- 里の水車（1906年、大原美術館蔵）
- 登校（1906年、高梁市成羽美術館蔵）
- なさけの庭（1907年、宮内庁三の丸尚蔵館蔵） 石井十次が設立した岡山孤児院に取材。同年の東京府勧業博覧会へ出品され一等賞授賞、宮内庁買上の栄誉を受けた児島の出世作。
- 宵の灯(1907年、油彩・カンヴァス、53.0×41.0cm、倉敷市立美術館蔵)
- 裸婦素描(1910年、鉛筆・紙、8.0×30.0cm、岡山県立美術館蔵)
- 日本服を着たる白耳義の少女(1911年、油彩・カンヴァス、81.8×65.7cm、三重県立美術館蔵)
- 奈良東大寺(1916年、油彩・カンヴァス、66.2×54.0cm、岡山県立美術館蔵)
- ストックホルム(1922年、油彩・カンヴァス、57.7×67.5cm、茨城県立近代美術館蔵)
- 中山茂子像(1923年、油彩・カンヴァス、65.3×53.2cm、公益財団法人東京富士美術館)
- 酒津の庭（水連）（1924年–1928年頃、静岡県立美術館蔵）
- 水仙を持つ少女(1926年、162.0×113.8cm、岡山県立美術館蔵)
- 対露宣戦布告御前会議（未完、死後の1934年吉田苞により完成、明治神宮聖徳記念絵画館蔵）

## 作品画像
（所蔵者名記載のないものは大原美術館蔵）

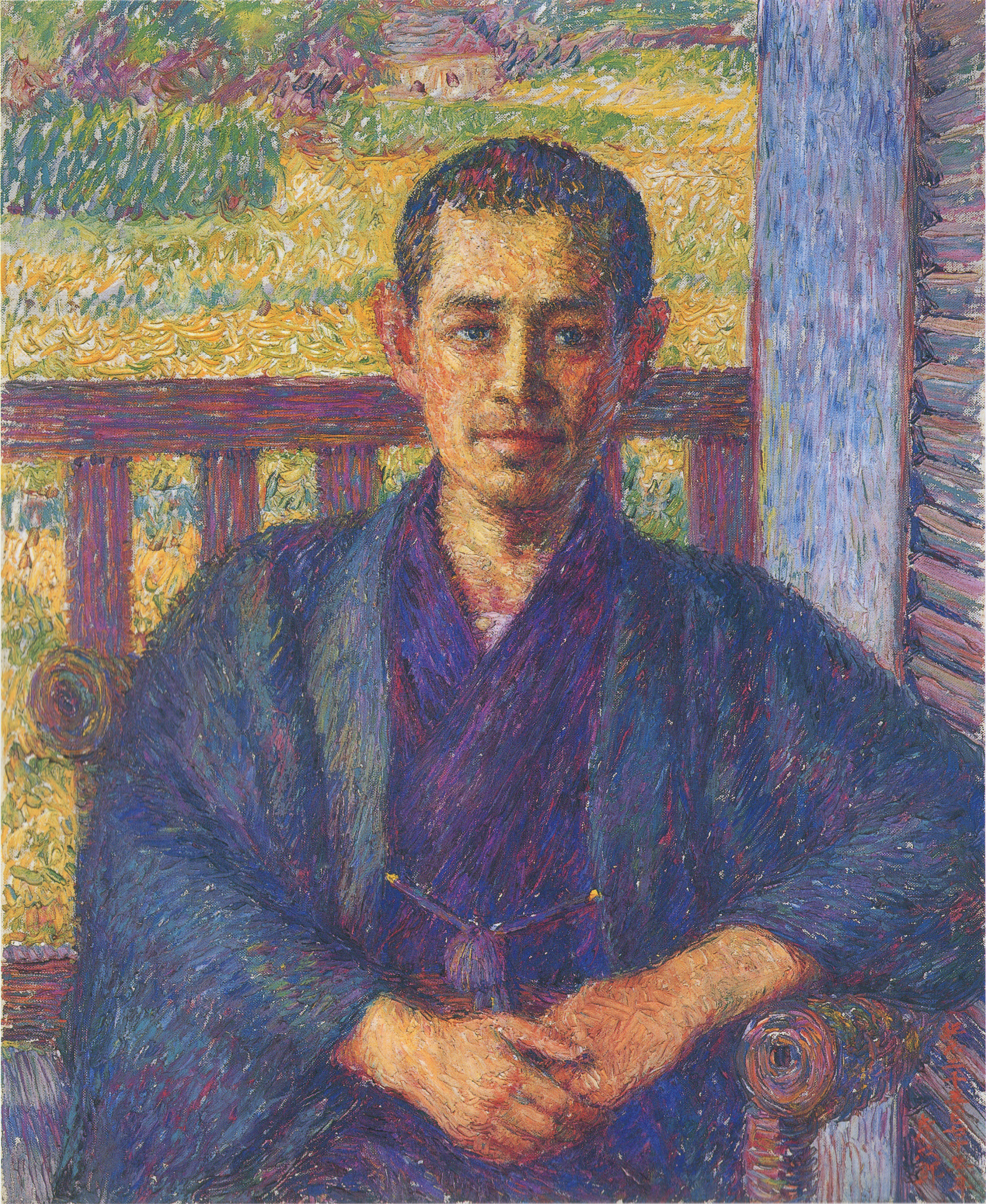
大原孫三郎像 1915年 個人蔵（大原美術館寄託）
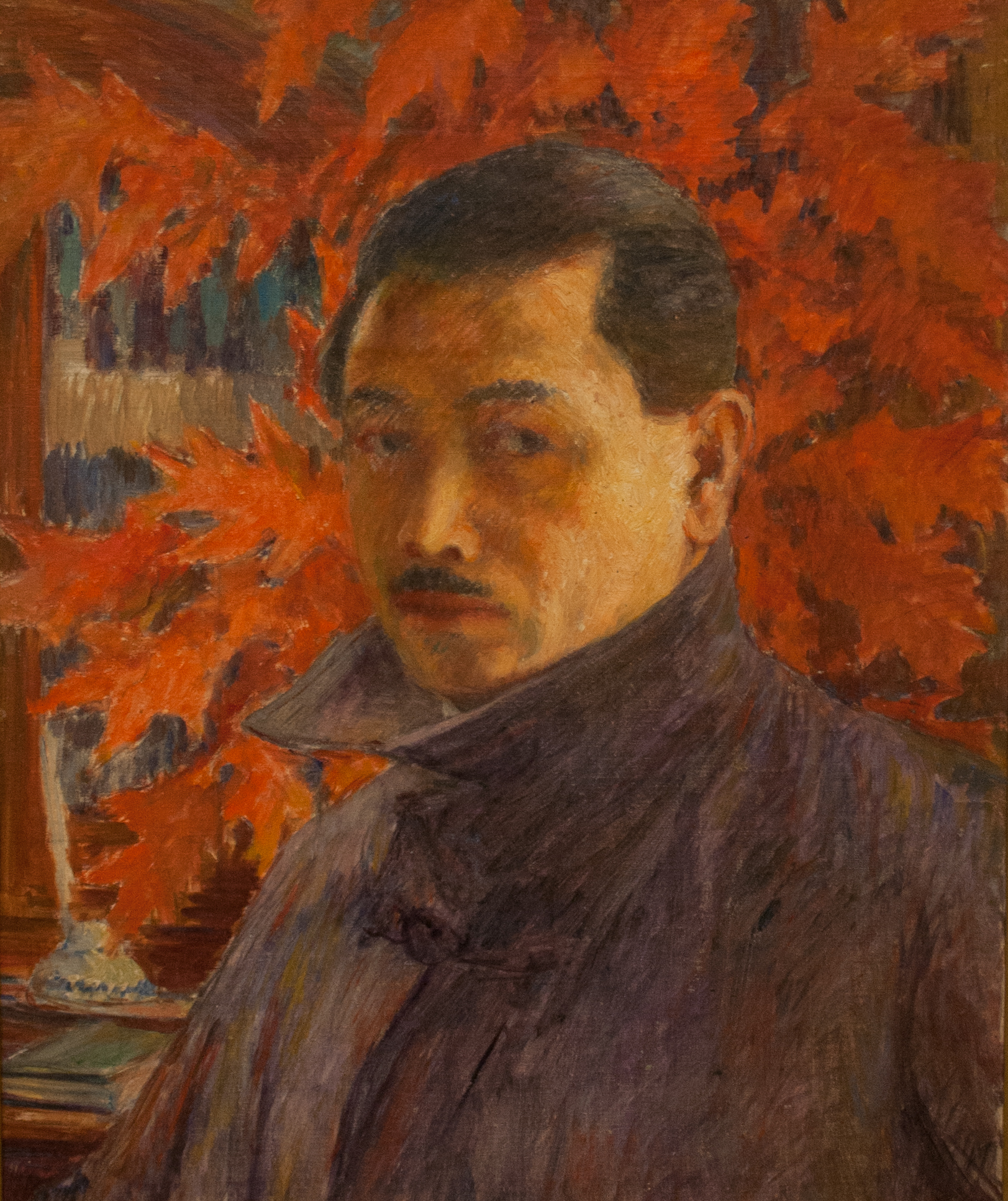
自画像 ゲント美術館蔵
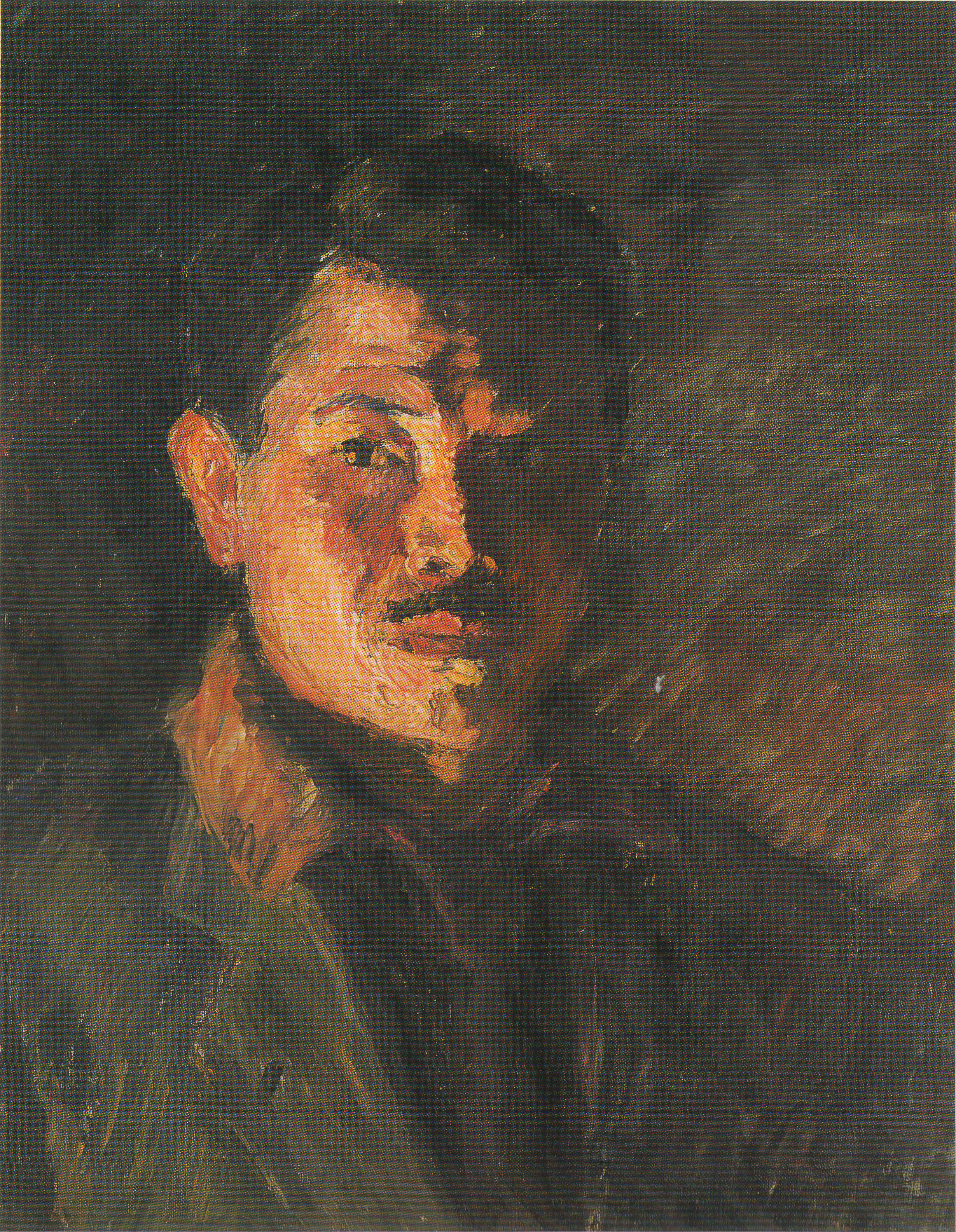
自画像 1917年頃
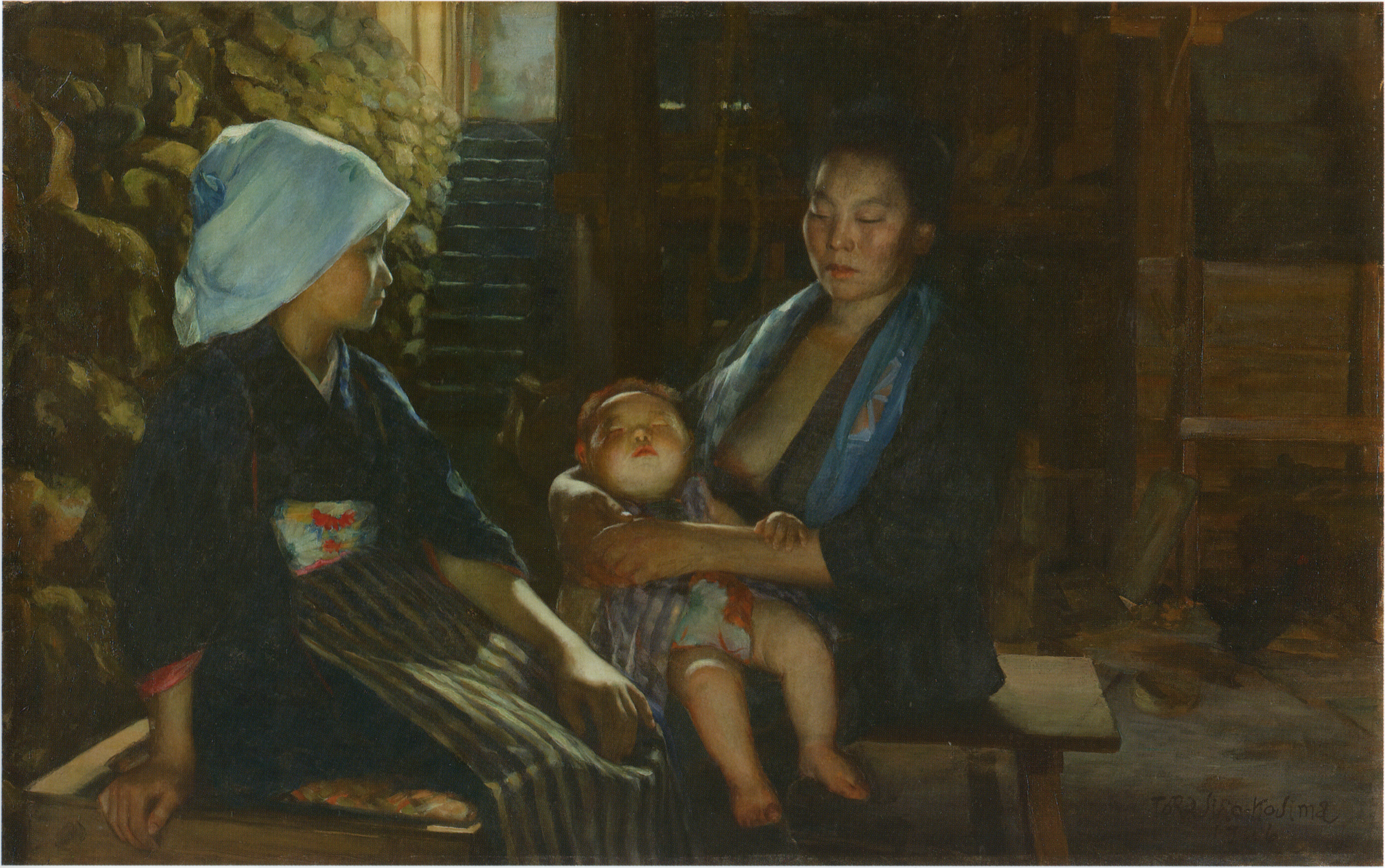
里の水車 1906年
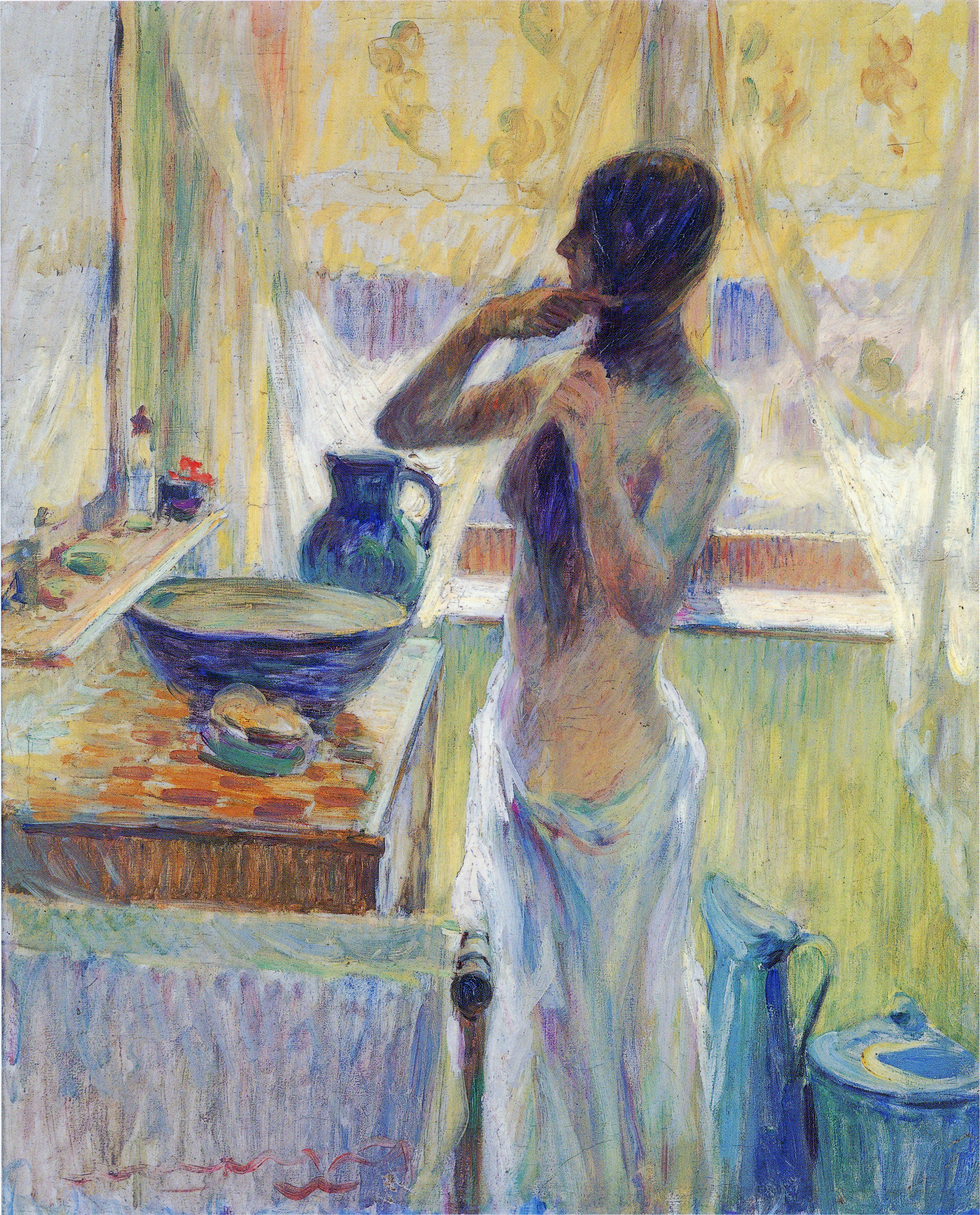
化粧 1908年
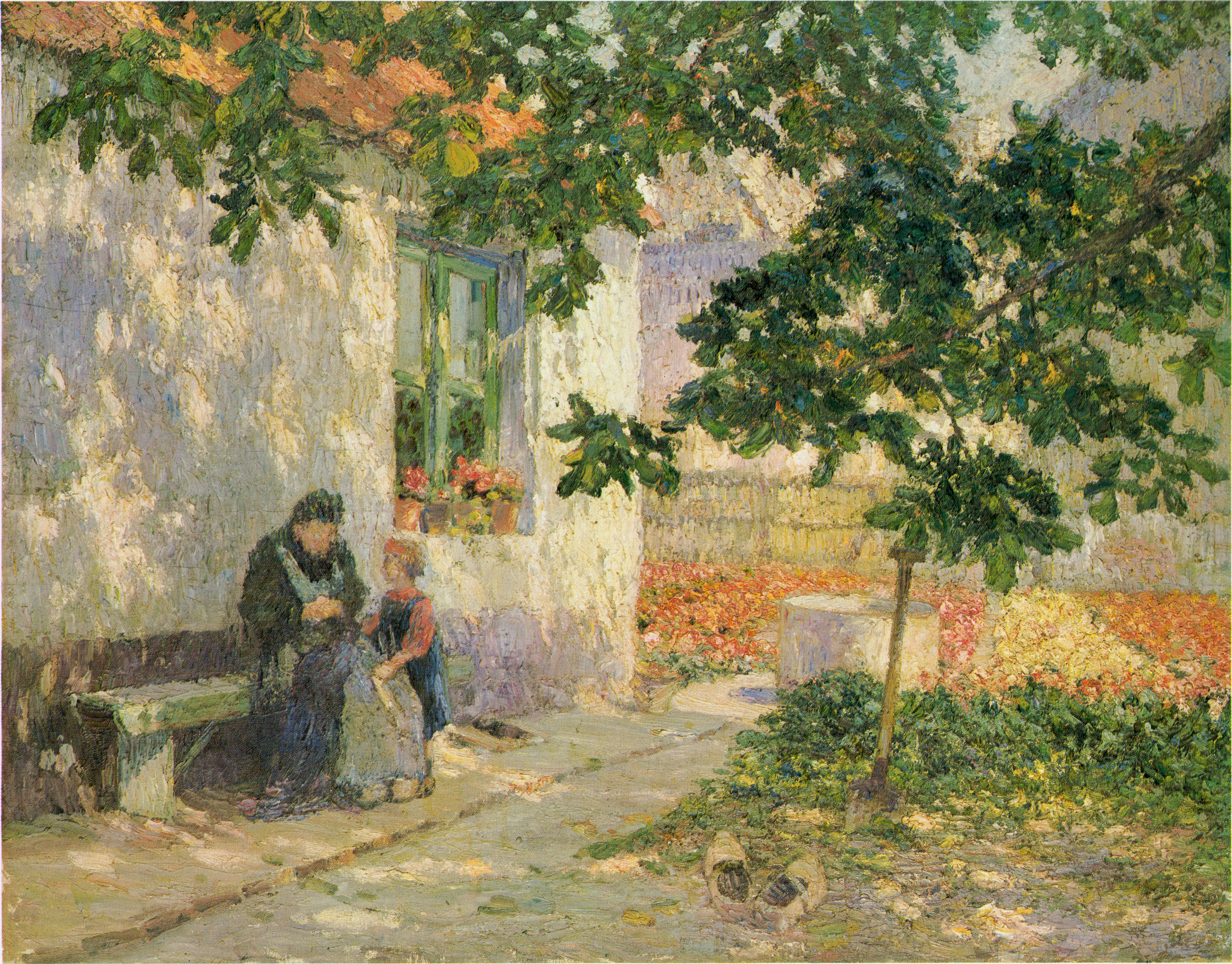
ベゴニヤの畠 1910年
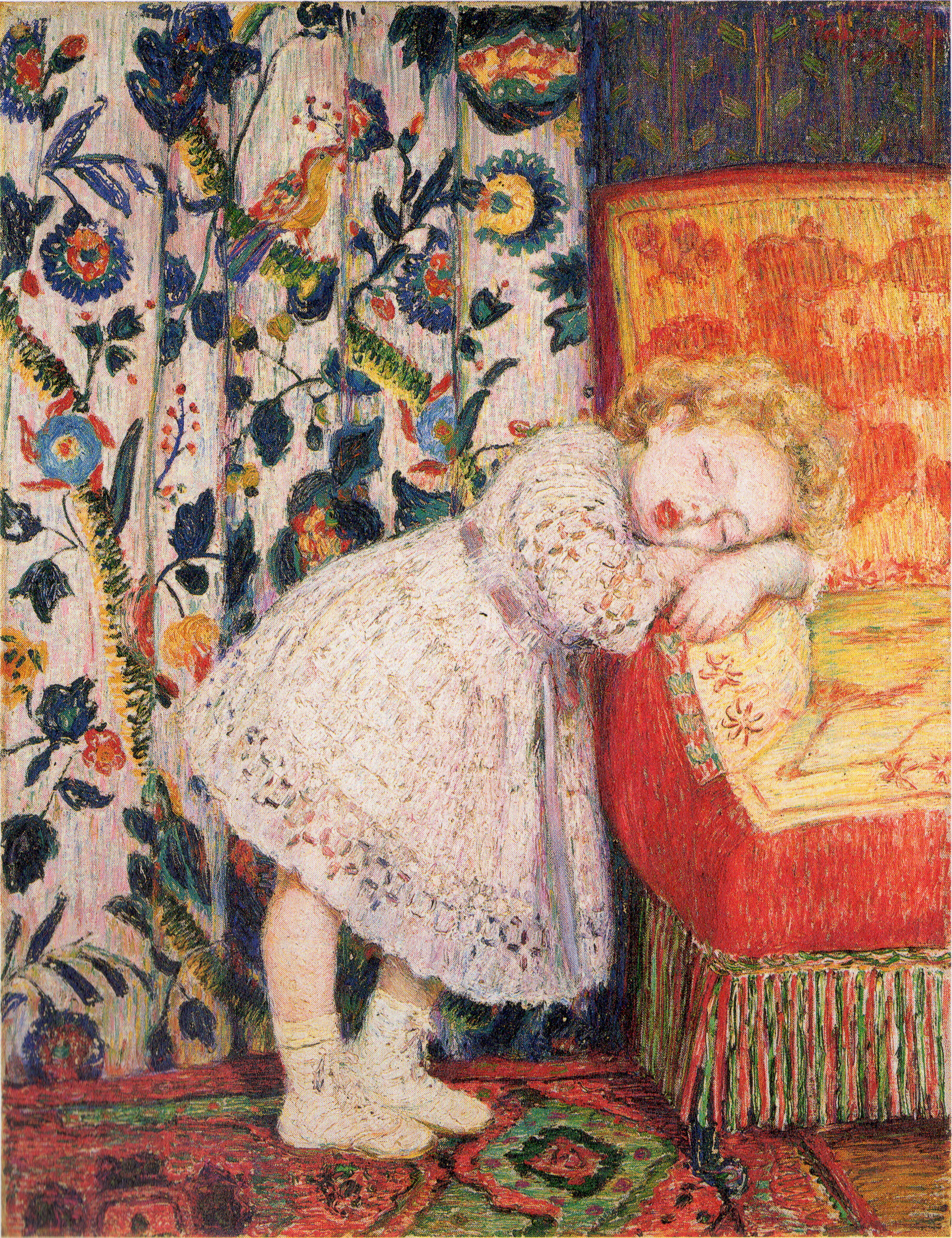
睡（ねむ）れる幼きモデル 1911年
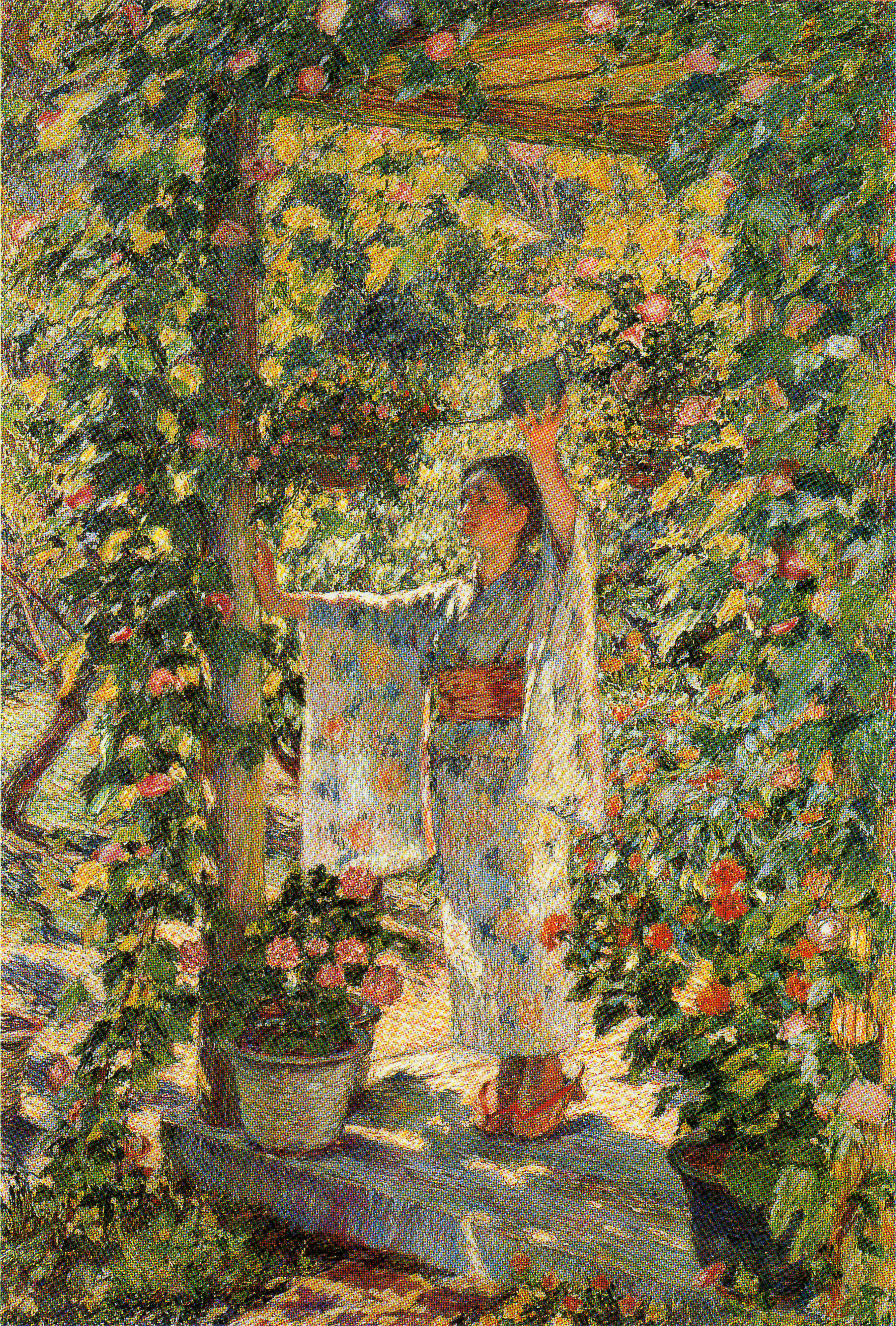
朝顔 1916 - 1921年
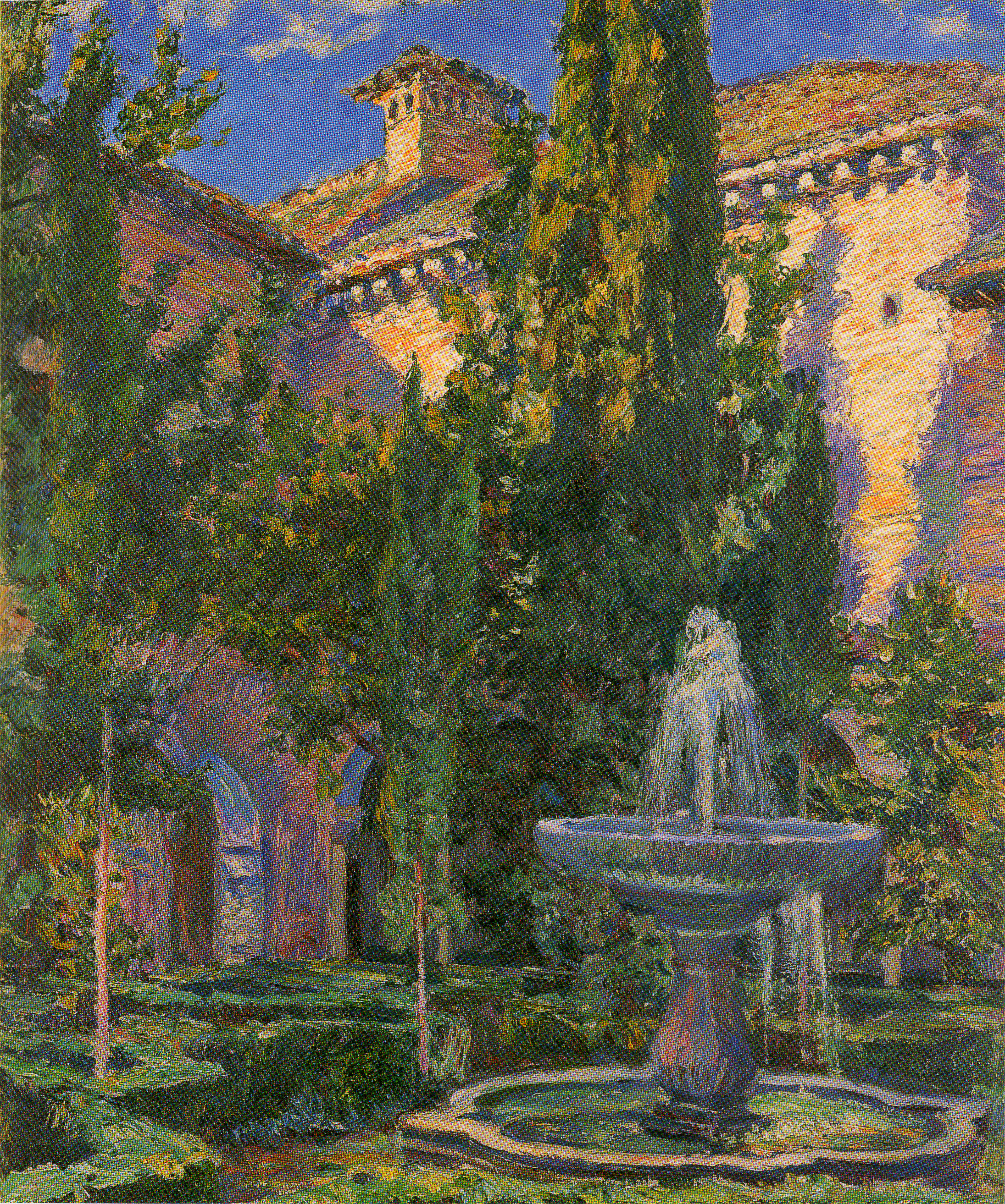
アルハンブラ宮殿 1920年